# 上虞話
上虞話（吳語：上虞說話 zaon yu soq wo）是吳語的一種方言，屬於吳語太湖片臨紹小片。原縣城百官話在縣內方言中有代表性。 豐惠鎮自唐長慶二年（西元822年）至1954年曾為縣城，故豐惠方言也有一定的代表性。 根據對近30年來的方言調查資料分析，兩鎮方言系統雖有差別，但差別不大。

## 內部差異
縣內方言差異大致爲：縣西近紹興話，尤其是東關區，聲調調類完全屬紹興方言系統，分陰平、陽平、陰上、陽上、陰去、陽去、陰入、陽入8個調，口音也是紹興腔。 縣南以章鎮區為代表，該地與百官話區別不太大，因與嵊縣接址，其邊沿地帶多有嵊縣方言成分；區內的湯浦等地，原屬紹興縣，除紹興腔較重外，嵊縣話的成分也較多。 縣東北小越區方言較特殊，陰去、陽去聲調調值與百官不同，近豐惠。 用詞有許多不同。 下管區話，多近豐惠。 縣北面崧廈區方言與百官話亦略有差異，海塗地區多紹興話腔調。 綜上所述，與百官、豐惠方言差別較大的是東關、小越兩區。 